# Promozione Lazio 1972-1973
Nella stagione 1972-1973 la Promozione era il quinto livello del calcio italiano (il massimo livello regionale). Qui vi sono le statistiche relative al campionato in Lazio.
Il campionato è strutturato in vari gironi all'italiana su base regionale, gestiti dai Comitati Regionali di competenza. Promozioni alla categoria superiore e retrocessioni in quella inferiore non erano sempre omogenee; erano quantificate all'inizio del campionato dal Comitato Regionale secondo le direttive stabilite dalla Lega Nazionale Dilettanti, ma flessibili, in relazione al numero delle società retrocesse dal Campionato Interregionale e perciò, a seconda delle varie situazioni regionali, la fine del campionato poteva avere degli spareggi sia di promozione che di retrocessione.

## Girone A

### Classifica finale
|  | Pos. | Squadra                               | Pt | G  | V  | N  | P  | GF | GS | DR  |
|  | ---- | ------------------------------------- | -- | -- | -- | -- | -- | -- | -- | --- |
|  | 1.   | U.S. Astrea, Roma                     | 46 | 30 | 18 | 10 | 2  | 46 | 21 | +25 |
|  | 2.   | U.S. Allumiere, Allumiere             | 44 | 30 | 16 | 12 | 2  | 39 | 19 | +20 |
|  | 3.   | C.R.A.L. Az.Agr. Maccarese, Maccarese | 39 | 30 | 14 | 11 | 5  | 31 | 20 | +11 |
|  | 4.   | U.S. Maia Cat, Mentana                | 36 | 30 | 12 | 12 | 6  | 33 | 20 | +13 |
|  | 5.   | Pol. Vulsinia, Bolsena                | 36 | 30 | 13 | 10 | 7  | 33 | 27 | +6  |
|  | 6.   | S.S. Rieti, Rieti                     | 34 | 30 | 11 | 12 | 7  | 31 | 18 | +13 |
|  | 7.   | U.S. Ladispoli, Ladispoli             | 33 | 30 | 12 | 9  | 9  | 36 | 29 | +7  |
|  | 8.   | Pol. Fortitudo Lib. Campidoglio, Roma | 31 | 30 | 8  | 15 | 7  | 39 | 30 | +9  |
|  | 9.   | G.S. Banco di Roma, Roma              | 29 | 30 | 9  | 11 | 10 | 43 | 35 | +8  |
|  | 10.  | S.S. Fregene, Fregene                 | 28 | 30 | 9  | 10 | 11 | 25 | 23 | +2  |
|  | 11.  | A.S. Sacrofano, Sacrofano             | 26 | 30 | 8  | 10 | 12 | 32 | 32 | 0   |
|  | 12.  | U.S. Tor di Quinto, Roma              | 25 | 30 | 7  | 11 | 12 | 24 | 39 | -15 |
|  | 13.  | G.S. Pineta Sacchetti, Roma           | 23 | 30 | 7  | 9  | 14 | 25 | 35 | -10 |
|  | 14.  | A.S. Montefiascone, Montefiascone     | 20 | 30 | 4  | 12 | 14 | 2  | 44 | -42 |
|  | 15.  | G.C. A.T.A.C., Roma                   | 17 | 30 | 2  | 13 | 15 | 13 | 45 | -32 |
|  | 16.  | A.S. Cerveteri, Cerveteri             | 13 | 30 | 1  | 11 | 18 | 17 | 51 | -34 |

## Girone B

### Classifica finale
|  | Pos. | Squadra                               | Pt | G  | V  | N  | P  | GF | GS | DR  |
|  | ---- | ------------------------------------- | -- | -- | -- | -- | -- | -- | -- | --- |
|  | 1.   | A.S. Cynthia, Genzano di Roma         | 47 | 30 | 20 | 7  | 3  | 48 | 14 | +34 |
|  | 2.   | Pol. La Subiaco, Subiaco              | 37 | 30 | 16 | 5  | 9  | 37 | 19 | +18 |
|  | 3.   | Pol. Gaeta, Gaeta                     | 36 | 30 | 15 | 6  | 9  | 33 | 26 | +7  |
|  | 4.   | A.S. Anzio, Anzio                     | 34 | 30 | 12 | 10 | 8  | 37 | 25 | +12 |
|  | 5.   | F.C. Fiuggi, Fiuggi                   | 32 | 30 | 10 | 12 | 8  | 34 | 30 | +4  |
|  | 6.   | S.S. Formia, Formia                   | 30 | 30 | 7  | 16 | 7  | 25 | 25 | 0   |
|  | 7.   | G.S. Colleferro, Colleferro           | 29 | 30 | 8  | 13 | 9  | 23 | 23 | 0   |
|  | 8.   | A.S. Isola Liri, Isola dei Liri       | 29 | 30 | 10 | 9  | 11 | 25 | 30 | -5  |
|  | 9.   | U.S. Virtus Pomezia, Pomezia          | 28 | 30 | 7  | 14 | 9  | 22 | 25 | -3  |
|  | 10.  | A.S. Valmontone, Valmontone           | 28 | 30 | 9  | 10 | 11 | 23 | 30 | -7  |
|  | 11.  | G.S. Fulgorcavi, Latina               | 27 | 30 | 7  | 13 | 10 | 25 | 28 | -3  |
|  | 12.  | U.C. Nettuno, Nettuno                 | 26 | 30 | 8  | 10 | 12 | 23 | 27 | -4  |
|  | 13.  | S.S. Vivace, Grottaferrata            | 26 | 30 | 8  | 10 | 12 | 32 | 38 | -6  |
|  | 14.  | S.S. Pro Cisterna, Cisterna di Latina | 26 | 30 | 7  | 12 | 11 | 31 | 43 | -12 |
|  | 15.  | A.S. Marino, Marino                   | 24 | 30 | 6  | 12 | 12 | 18 | 32 | -14 |
|  | 16.  | A.S. Frascati, Frascati               | 21 | 30 | 6  | 9  | 15 | 12 | 33 | -21 |